# Lurking Fear
Lurking Fear es un álbum de estudio de la banda alemana Mekong Delta. Fue publicado el 24 de agosto de 2007. El nombre proviene del cuento de H. P. Lovecraft The Lurking Fear.

## Listado de canciones
1. Society in Dissolution 04:58
2. Purification 05:06
3. Immortal Hate (accepting prayers of supremacy) 05:16
4. Allegro Furioso (tomado de 'Five fragments for group & orchestra') 03:07
5. Rules of Corruption 05:27
6. Ratters (among the dead) 05:04
7. Moderato (tomado de 'Five fragments for group & orchestra') 03:52
8. Defenders of the Faith 07:02
9. Symphony of Agony 05:08
10. Allegro (de 'Simfonía nr. 10' por Dmitri Shostakóvich) 04:16

Total: 49:16

## Integrantes
- Leszek "Leo" Szpigiel - voz
- Peter Lake - guitarra
- Ralph Hubert - bajo
- Uli Kusch - batería